# Nottinghamshire
Nottinghamshire (förkortat Notts) är ett ceremoniellt och administrativt grevskap i regionen East Midlands i Storbritannien. Det gränsar till South Yorkshire, Lincolnshire, Leicestershire och Derbyshire. Den traditionella huvudorten är Nottingham, men det administrativa grevskapets huvudort finns numera i förorten West Bridgford.
2022 var grevskapets folkmängd knappt 1,2 miljoner. Mer än hälften av grevskapets befolkning bor i tätorten Nottingham, som även sträcker sig in i Derbyshire. Tätortens befolkning är ungefär 650 000, men mindre än hälften är innanför Nottinghams stadsgräns.
Nottinghamshire är känt för sin roll i sägnen om Robin Hood, som är orsaken till att många turister besöker Nottingham och de omgivande byarna i Sherwoodskogen.

## Geografi
Den traditionella huvudorten Nottingham är grevskapets största stad. Staden är numera en enhetskommun, men ytterförorterna, bland annat West Bridgford där det administrativa grevskapet har sitt säte, hör fortfarande till grevskapet i administrativ bemärkelse.
Det finns flera historiska marknadsorter i grevskapet. Newark-on-Trent, med slottsruinen Newark Castle, ligger där den romerska Fosse Way korsar floden Trent, men växte fram först under den anglosaxiska tiden. Mansfield ligger på platsen för en romersk bosättning, men växte först efter normandernas erövring av England. Worksop, i grevskapets norra del, har också anglosaxiska rötter men växte snabbt under industriella revolutionen. Både Newark, Mansfield och Worksop har drabbats av kolbrytningens nedgång efter gruvstrejken 1984-1985. Andra större orter i grevskapet är Hucknall, Kirkby-in-Ashfield och Retford.
Nottinghamshire ligger, liksom Derbyshire och South Yorkshire, på omfattande stenkolsavlagringar, upp till 900 m tjocka. De förekommer främst i norra delen av grevskapet. De täcks av sand- och kalksten i väster, och lera i öster. Den norra delen av grevskapet utgör en del av York-slätten. Den mellersta och sydvästra delen av grevskapet, runt Sherwoodskogen, är ett backigt landskap med ekskogar. De viktigaste floderna är Trent och dess bifloder Idle, Erewash och Soar. Idle avvattnar Sherwoodskogen och rinner ut i Trent vid Misterton. Grevskapets högsta punkt är Newtonwood Lane i Newton, på 204 m ö.h.
Nottinghamshire skyddas av Penninerna i väster, så grevskapet får relativt lite regn (cirka 700 mm om året)..

## Historia
Nottinghamshire ligger längs den romerska vägen Fosse Way, och det finns spår av romerska boplatser i grevskapet, bland annat vid Mansfield. Grevskapet befolkades av angler runt 400-talet och blev en del av kungariket, senare hertigdömet, Mercia. Det finns dock spår av saxiska bosättningar vid Oxton nära Nottingham, och Tuxford öster om Sherwoodskogen. Namnet Nottinghamshire finns först belagt från 1016, men fram till 1568 var grevskapet förenat med Derbyshire under en gemensam sheriff. Under normandernas styre utvecklades öl- och ylletillverkning. Under den industriella revolutionen byggdes kanaler och järnvägar genom grevskapet, och snör- och bomullsindustrierna växte. Under 1800-talet öppnades kolgruvor som blev en viktig del av ekonomin, en del som dock minskade kraftigt i betydelse efter gruvstrejken.

## Politik
Nottinghamshire är representerat i Storbritanniens parlament med elva ledamöter.

## Administrativ indelning
Det administrativa grevskapet Nottinghamshire omfattar hela det ceremoniella grevskapet Nottinghamshire med undantag för det område som administreras av enhetskommunen Nottingham. Nottingham tillhörde det administrativa grevskapet mellan 1974 och 1998.
| Nr | Distrikt / Enhetskommun                        | Administrativt grevskap | Distrikt i det ceremoniella grevskapet Nottinghamshire                          |
| -- | ---------------------------------------------- | ----------------------- | ------------------------------------------------------------------------------- |
| 1  | Nottingham                                     | Nottingham              | Rött: Administrativa grevskapet Nottinghamshire Gult: Enhetskommunen Nottingham |
| 2  | Bassetlaw (huvudort Worksop)                   | Nottinghamshire         | Rött: Administrativa grevskapet Nottinghamshire Gult: Enhetskommunen Nottingham |
| 3  | Mansfield                                      | Nottinghamshire         | Rött: Administrativa grevskapet Nottinghamshire Gult: Enhetskommunen Nottingham |
| 4  | Newark and Sherwood (huvudort Newark-on-Trent) | Nottinghamshire         | Rött: Administrativa grevskapet Nottinghamshire Gult: Enhetskommunen Nottingham |
| 5  | Ashfield (huvudort Kirkby-in-Ashfield)         | Nottinghamshire         | Rött: Administrativa grevskapet Nottinghamshire Gult: Enhetskommunen Nottingham |
| 6  | Gedling (huvudort Arnold)                      | Nottinghamshire         | Rött: Administrativa grevskapet Nottinghamshire Gult: Enhetskommunen Nottingham |
| 7  | Broxtowe (huvudort Beeston)                    | Nottinghamshire         | Rött: Administrativa grevskapet Nottinghamshire Gult: Enhetskommunen Nottingham |
| 8  | Rushcliffe (huvudort West Bridgford)           | Nottinghamshire         | Rött: Administrativa grevskapet Nottinghamshire Gult: Enhetskommunen Nottingham |

## Kultur och sport
Poeten Lord Byron och författaren D. H. Lawrence bodde i Nottinghamshire.
Nottinghamshire County Cricket Club (hemmaarena Trent Bridge i Nottingham) spelar i den engelska cricketseriens högsta division, som de vann 2005. Inom fotboll spelar Nottingham Forest FC  i League One samt Notts County FC och Mansfield Town FC i League Two. Andra bemärkta lag är Nottingham Rugby Football club och ishockeyklubben Nottingham Panthers.

## Transport

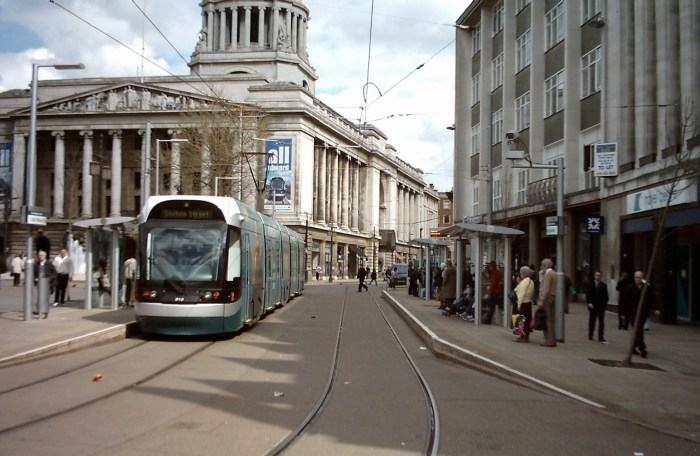
Stadshuset och en spårvagn på Nottinghams salutorg.

Den viktigaste järnvägen i grevskapet är Midlandsstambanan (Midland Main Line), som förbinder St Pancras i London med Sheffield via Nottingham. Robin Hood-banan mellan Nottingham och Worksop binder samman många samhällen i grevskapet. Motorvägen M1 går i nord-sydlig riktning genom grevskapet, och förbinder Nottingham med London, Leeds, och många andra städer och stora vägar. Huvudvägen A1 går genom Newark och Worksop. Flygplatserna East Midlands och Robin Hood ligger båda strax utanför grevskapets gränser. Tillsammans täcker de de flesta större europeiska destinationer, och från East Midlands går flyg även till Nordamerika och Karibien. Lokaltrafiken i grevskapet utgörs av bussar och spårvägssystemet Nottingham Express Transit i Nottingham och dess förorter.